# Лазаревич Іван Павлович
Іва́н Па́влович Лазаре́вич (17 (29) березня 1829, Могильов (за іншими даними Могилів-Подільський), Російська імперія — 26 лютого (10 березня) 1902, Санкт-Петербург) — російський акушер-гінеколог, лікар медицини, заслужений професор, завідувач кафедрою акушерства, жіночих і дитячих хвороб медичного факультету Харківського Імператорського університету (1863—1885 рр.), родоначальник харківської наукової акушерської школи; винахідник багатьох акушерських інструментів (найвідоміші — так звані «щипці Лазаревича»).
Його праці стосуються еклампсії та знеболюванню пологів. Один з перших висловив думку про те, що роди є рефлекторним актом, та залежать від стану центральної нервової системи породіллі.

## Життєпис
Народився 17 березня 1829 р. в Могильовскій губернії, у сім'ї дворян. По закінченні у 1848 р. могилівської гімназії вступив до університету в Петербурзі, але згодом переведений на медичний факультет Київського університету. У 1853 р. закінчує університет та залишається працювати асистентом на кафедрі акушерства. Одночасно влаштовується працювати лікарем на Київській фаянсовій фабриці. Окрім цього, І. П. Лазаревич служить асистентом в акушерській клініці професора О. Матвеєва — порадив йому цю роботу Микола Пирогов. Через три роки, у 1856 р., Іван Павлович затверджений помічником директора клініки, з 1859 р. — отримує звання приват-доцента. В 1857 р. захистив дисертацію, яка присвячена вивченню жіночого таза («De pelvis feminae metiendae rationibus»), здобуває ступінь доктора медицини. В 1862 р. обраний екстраординарним, а в 1863 р. — ординарним професором, завідуючим кафедрою акушерства, жіночих та дитячих хвороб медичного факультету Харківського університету, яку він очолював до 1885 року. У 1885 р. затверджений у званні заслуженого професора.
Проходив за кордоном вдосконалення гінекологічної практики. За свої акушерські щипці (1865), що не перехрещувалися (так звані «Щипці Лазаревича», або «Російські щипці») і атлас «Гінекологічних та акушерських операцій» (виданий у 1867 р.) отримав Золоту медаль міжнародної виставки в Лондоні (1873 р.). Його щипці стали взірцем для норвезького гінеколога Кіланда, який потім розробив прямостоячі щипці.
У 1862—1887 роках  Іван Павлович Лазаревич — професор кафедри акушерства, гінекології і дитячих хвороб Харківського Імператорського університету. Кафедра розміщувалась на базі 6 пологових ліжок в приміщенні разом з хірургічною клінікою. За ініціативою І. П. Лазаревича з 1867 р. клініка розширена до 25 ліжок, що сприяло покращанню навчання та практики студентів. У 1869 р. на основі кафедри Акушерства, гінекології і дитячих хвороб створено Повивальний інститут для підготовки середнього медичного персоналу. Тоді ж до клініки на навчання були прийняті 5 учениць, яких вже готували як акушерок.
У 1885 р. І. П. Лазаревич залишає кафедру. В 1887 р. обраний почесним членом Харківського Медичного товариства та призначений головою медичної комісії при Київському та Казанському університетах. Нагороджений орденом Святого Володимира 3 ступеня.
Згодом, після виходу у відставку повертається до Санкт-Петербурга. Продовжує видавати друковані праці, брати участь у з'їздах лікарів та міжнародних медичних конгресах. На VIII Міжнародному конгресі лікарів (Копенгаген, 1884) він обраний почесним президентом.
Помер Іван Павлович 25 лютого 1902 р. в Петербурзі.

## Наукова та педагогічна робота
Основна заслуга І. П. Лазаревича є в тому, що акушерство та гінекологія стали розвиватись на високому науковій рівні і це сприяло удосконаленню практичного акушерства. Він уперше в країні поклав в основу викладання акушерства систематичне вивчення анатомії й фізіології жіночого організму. Виявив зв'язок між функціональним станом матки і діяльністю серця плоду. Саме з метою покращення практичних навичок професор Лазаревич наполягав на вивченні акушерства біля ліжка вагітної.
Іван Павлович створив ряд акушерських і гінекологічних інструментів та приладів (всього 28), які ввійшли в акушерську практику і використовуються й досі. Він винайшов гачок для витягування плоду у разі тазового передлежання, вагінальні дзеркала, брефотом для плодоруйнівних операцій, матковий зонд, констриктор для видалення пухлин матки, тазоміри для зовнішнього і внутрішнього вимірювань.
Професор Лазаревич оказав великий вплив на розвиток наукової педіатрії як в Харківському університеті, так і в Україні в цілому.
Його дослідження та праці присвячені еклампсії (та її профілактиці), знеболюванню пологів. Іван Павлович одним із перших висловив думку про те, що пологи є рефлекторним актом, та залежать від стану центральної нервової системи породілля. Першим запропонував і почав робити оваріотомію за наявності фіброміоми. В 1868 р. пропонує використовувати діафаноскопію для діагностики органів малого тазу.
Окрім акушерства Іван Павлович читає курс дитячих хвороб до 1875 року. При І. П. Лазаревичі на кафедрі вперше затверджена приват-доцентура в акушерстві та педіатрії. Завдяки його діяльності кафедра акушерства, гінекології і дитячих хвороб Харківського університету стала одним з провідних центрів наукової думки для лікарів-акушерів.
Професор — автор фундаметальної праці «Курс акушерства» (1892). Їм написано та видано понад 90 наукових праць (англійською, німецькою, російською та французькою мовами). Серед яких: підручник в двох томах «Курс акушерства», що видавався двічі (1877 та 1892 рр.), монографії «Деятельность женщин», «Внимание к детям и матерям», «Атлас акушерских и гинекологических операций» (1867).
У 1882 р на Всеросійській промисловій виставці у Москві одержав диплом 1 розряду — «За акушерські інструменти, що користуються почесною популярністю у світі вчених».
Виступав з доповіддю на 5-му Пироговському зібранні (1893 р.)
Був почесним членом багатьох наукових акушерських товариств європейських країн: Воронезького, Київського та Фінляндського медичного товариств, Британського акушерсько-гінекологічного товариства, Бостонського гінекологічного товариства.

## Звання
- 1857 р. — доктор медицини
- 1859 р. — приват-доцент
- 1862 р. — екстраординарний професор
- 1863 р. — ординарний професор
- 1885 р. — заслужений професор

## Нагороди та відзнаки
- 1882 р. — Диплом 1 розряду «За акушерські інструменти, що користуються почесною популярністю у світі вчених»
- Орден Святого Володимира 3 ступеня[3][4].